# Langscheid (Bad Münstereifel)
Langscheid is een plaats in de Duitse gemeente Bad Münstereifel, deelstaat Noordrijn-Westfalen.